# Direito de Amar
Direito de Amar é uma telenovela brasileira produzida e exibida pela TV Globo de 16 de fevereiro a 4 de setembro de 1987, em 173 capítulos. Substituiu Sinhá Moça e foi substituída por Bambolê, sendo a 33ª "novela das seis" exibida pela emissora.
A trama é baseada na radionovela A Noiva das Trevas de Janete Clair da década de 1950, e foi escrita por Walther Negrão com a colaboração de Marilu Saldanha, Ana Maria Moretzsohn e Alcides Nogueira, contou com a direção de Jayme Monjardim (também diretor geral) e José Carlos Pieri. A direção executiva foi de Nilton Travesso com a supervisão de Daniel Filho.
Contou com as atuações de Glória Pires, Lauro Corona, Itala Nandi, Cissa Guimarães, Suzana Faini, Elias Gleiser, Célia Helena, Ednei Giovenazzi, Carlos Vereza e Carlos Zara.

## Sinopse
Na cidade do Rio de Janeiro do início do século XX, o industrial Augusto Medeiros se vê forçado a casar sua filha, Rosália com o temível banqueiro Francisco de Montserrat, por causa de uma dívida. Mas Rosália está apaixonada por Adriano, médico recém-formado que conhecera num baile de máscaras na passagem de ano de 1900, sem saber que ele era filho do Sr. de Montserrat.
Enquanto isso, Montserrat mantém sob seus cuidados uma mulher, Joana, tida como louca, presa num quarto de sua mansão - uma mulher que sabe demais sobre o obscuro passado dele. Ao fim, descobre-se que Joana era, na verdade, esposa de Montserrat, que se fizera passar por viúvo. Mas o banqueiro tem ainda que enfrentar seu antigo rival, o médico Jorge Ramos, com quem disputara Joana no passado. Além disso, o médico exerce grande influência sobre Adriano, inclusive em sua escolha profissional.

## Elenco

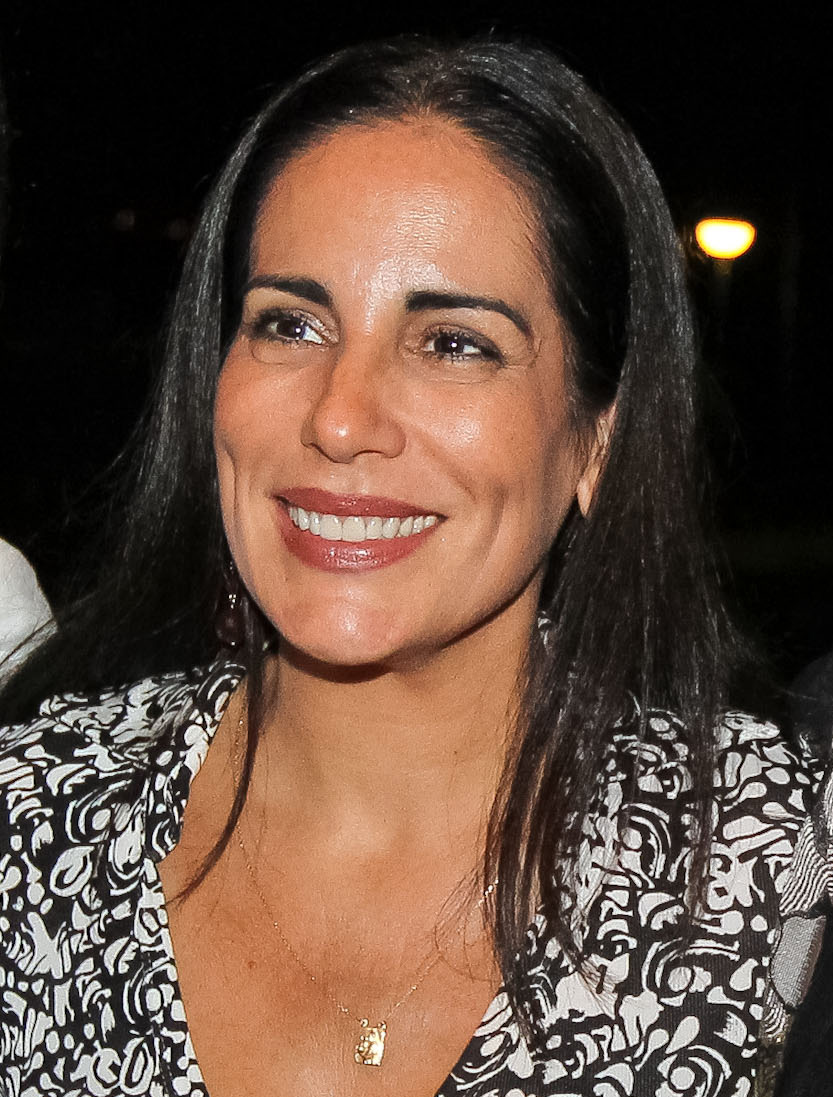
Glória Pires interpretou a protagonista Rosália.

Lauro Corona interpretou o protagonista Adriano de Monserrat

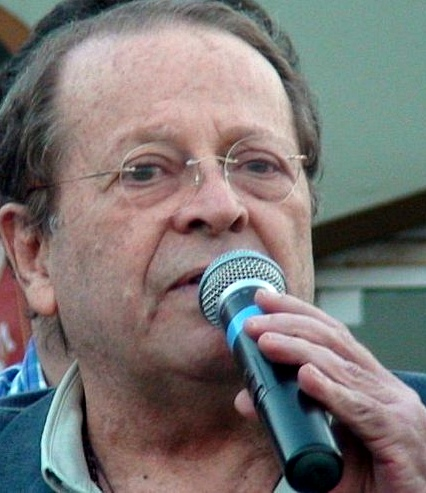
Carlos Vereza interpretou o grande vilão Senhor de Monserrat.

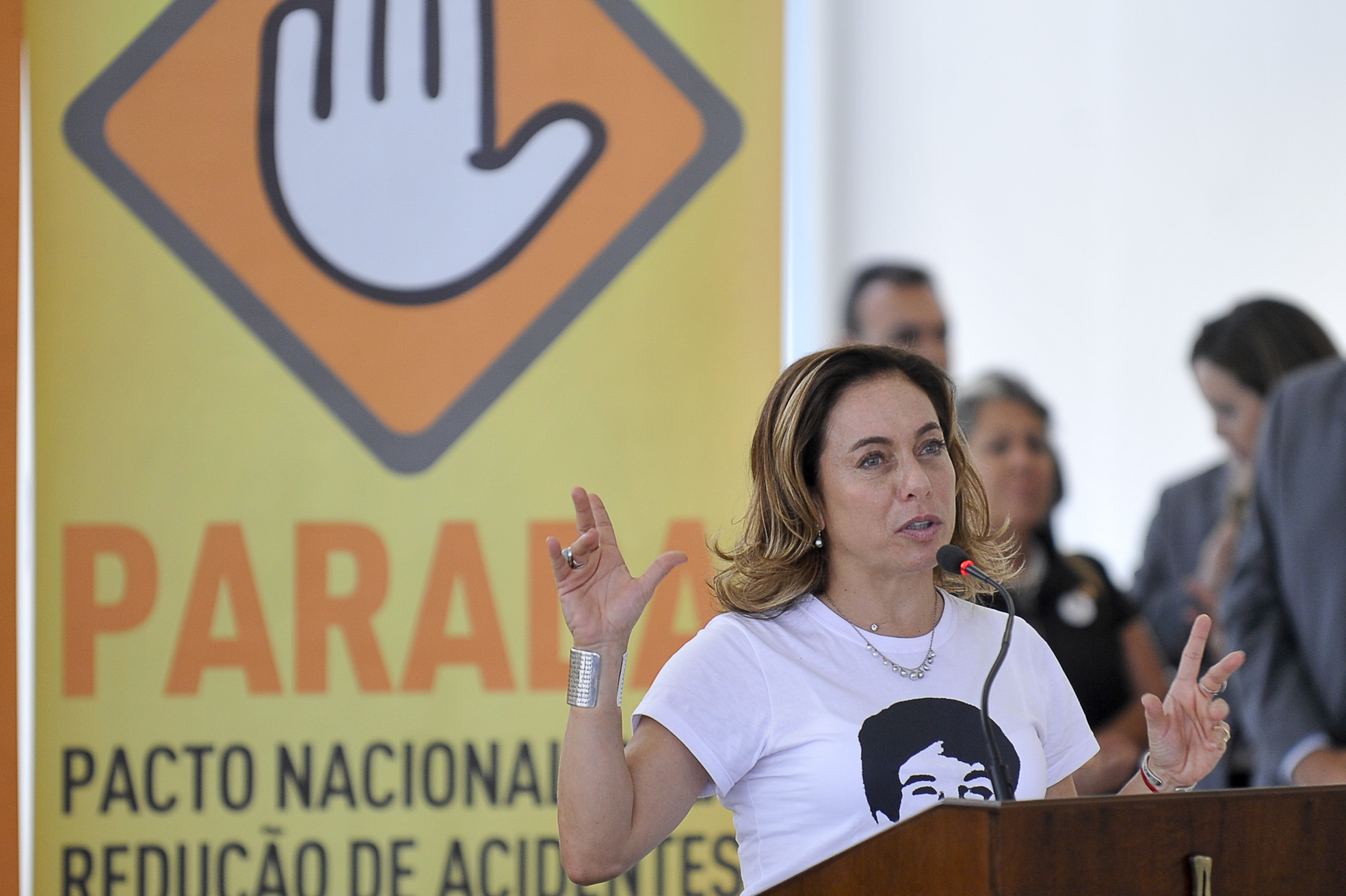
Cissa Guimarães interpretou a vilã invejosa Paula.

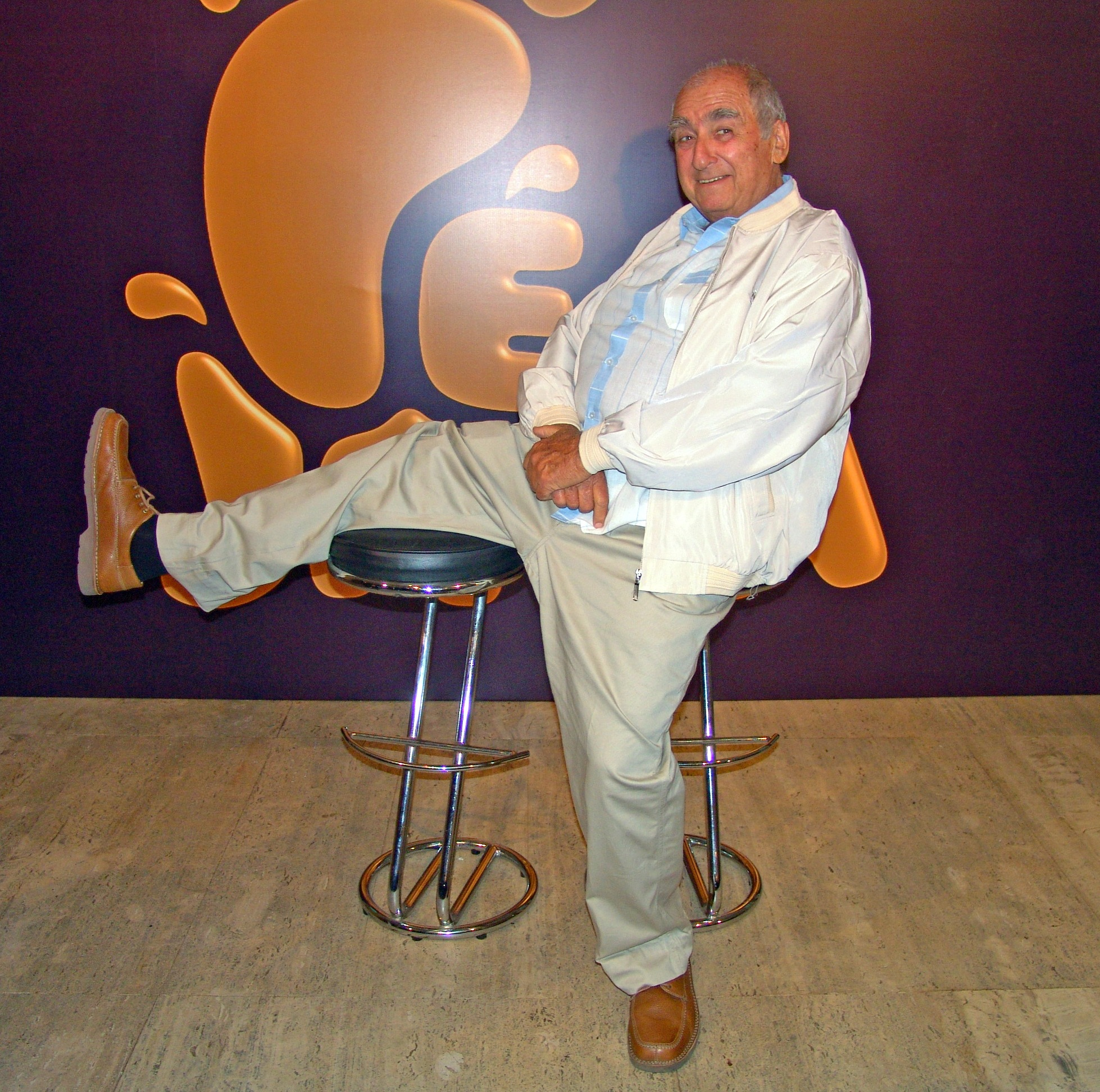
Elias Gleiser interpretou o comerciante Manel Barbosa.

| Interprete             | Personagem                          |
| ---------------------- | ----------------------------------- |
| Glória Pires           | Rosália Alves Medeiros              |
| Lauro Corona           | Adriano de Monserrat                |
| Carlos Vereza          | Francisco de Monserrat              |
| Itala Nandi            | Joana / Bárbara / Nanette           |
| Carlos Zara            | Dr. Jorge Ramos                     |
| Cissa Guimarães        | Paula Barbosa                       |
| Edney Giovenazzi       | Augusto Medeiros                    |
| Esther Góes            | Leonor Alves Medeiros               |
| Elias Gleizer          | Manuel Barbosa (dom Mañel)          |
| Yolanda Cardoso        | Catarina Barbosa                    |
| Cristina Prochaska     | Carola                              |
| Suzana Faini           | Mercedes                            |
| Célia Helena           | Berenice Reis (Berê)                |
| Rogério Márcico        | Raimundo Reis                       |
| João Carlos Barroso    | Danilo                              |
| Rômulo Arantes         | Nelo Barbosa                        |
| Priscila Camargo       | Alice                               |
| Older Cazarré          | Padre Inácio                        |
| Cinira Camargo         | Esmeralda                           |
| Betty Gofman           | Antônia (Tonica)                    |
| Tim Rescala            | Teotônio Andrade da Silva (Bodoque) |
| Narjara Turetta        | Mariana                             |
| Rosana Garcia          | Maria José (Marizé)                 |
| Luísa Thiré            | Maria Inês (Marinês)                |
| Carlo Briani           | Rogério Reis                        |
| Luca de Castro         | João Carlos (Juca)                  |
| Roberto Faissal        | Galileu                             |
| Felipe Donavan         | Tufi                                |
| Teresa Cristina Arnaud | Ondina                              |
| Kika Borja             | Luísa Paes de Almeida               |
| Maria Dulce Saldanha   | Flora                               |

### Participações Especiais
| Interpretação     | Personagem                                                                                  |
| ----------------- | ------------------------------------------------------------------------------------------- |
| Francisco Milani  | Veiga                                                                                       |
| Carlos Gregório   | Cirineu Farfan                                                                              |
| André Valli       | Cipriano                                                                                    |
| Ênio Santos       | Dr. Luiz Silva                                                                              |
| Arrigo Barnabé    | Primo do Teotônio (Bodoque)                                                                 |
| Betina Viany      | Falsa Nanette / Joana                                                                       |
| Lourdes Mayer     | Dona Amélia Alvim                                                                           |
| Raymundo de Souza | Alberto Cerqueira                                                                           |
| Stella Miranda    | Fric Fric de La Fontaine (cantora, falsa francesa, apresenta-se na Casa Barboza e nas ruas) |
| Cida Moreira      | cantora que apresenta-se na Casa Barboza                                                    |
| Lídia Mattos      | madre superiora onde Rosália estudou                                                        |
| Miguel Rosenberg  | juiz de paz que o Sr. de Montserrat leva a Augusto para realizar o casamento com Rosália    |
| Catalina Bonaky   | paciente de Adriano                                                                         |
| Carlos Seidl      | sacristão na igreja do Padre Inácio                                                         |
| Camilo Bevilacqua | oficial de justiça que comunica ao Sr. de Montserrat a exumação do cadáver de Bárbara       |
| Arrigo Barnabé    | Eudécio (irmão de Bodoque que ele convida para ser sócio em um cabaré, no final)            |

## Produção
Em novembro de 1986, a faixa das 18h teve uma interrupção de três meses devido a uma imposição por parte do Sindicato dos Artistas e Técnicos em Espetáculos de Diversões do Rio de Janeiro, que exigia um limite máximo de seis horas diárias de trabalho para seus afiliados.  Eles também ameaçavam colocar um fim nessa faixa de novelas. Direito de Amar já estava pronta para substituir Sinhá Moça, quando às pressas foi substituída por um compacto de Locomotivas, exibido entre 17 de novembro de 1986 e 14 de fevereiro de 1987.
Walther Negrão foi o encarregado para escrever a novela, que era uma adaptação da radionovela A noiva das Trevas, de Janete Clair, transmitida em 1956. A princípio, ele não seria o autor original. Porém ele foi chamado às pressas para apaziguar os desentendimentos entre Ana Maria Moretzsohn e Marilu Saldanha, anteriormente responsáveis por desenvolver a novela. Posteriormente, Ana Maria Moretzsohn foi substituída por Alcides Nogueira. 
A telenovela teve cenas externas gravadas em Petrópolis. Além disso, teve uma cidade cenográfica construída em Guaratiba, representando os detalhes da arquitetura do Rio de Janeiro no início do século XX. As cenas de estúdio foram gravadas na Cinédia, em Jacarepaguá.
No dia 07 de maio de 1987 foi exibido o capítulo 69A, desse modo a novela teve 172 capítulos escritos e 173 apresentados.

## Exibição
Foi reexibida pelo Vale a Pena Ver de Novo de 8 de novembro de 1993 a 25 de fevereiro de 1994, substituindo Barriga de Aluguel e sendo substituída por Rainha da Sucata, em 80 capítulos.
Foi reexibida pelo Vídeo Show, no quadro Novelão, de 3 a 14 de setembro de 2012, substituindo Baila Comigo e sendo substituída por Cambalacho, em 10 capítulos. 
Foi reexibida na íntegra pelo Viva de 4 de dezembro de 2023 a 21 de junho de 2024, substituindo O Sexo dos Anjos e sendo substituída por Corpo a Corpo na faixa das 14h40, com reprises às 0h30 e maratona aos domingos a partir de 0h25.

### Outras Mídias
Em 29 de julho de 2024, foi disponibilizada na íntegra pelo Globoplay, como parte do Projeto Resgate.

## Audiência
A novela teve média geral de 47 pontos. 

## Trilha sonora
Capa: Glória Pires
| N.º | Título                               | Música             | Personagem                | Duração |  |
| 1.  | "Iluminados"                         | Ivan Lins          | Abertura                  | 3:55    |  |
| 2.  | "Sei de Cor"                         | Maria Bethânia     | Adriano                   | 4:03    |  |
| 3.  | "Olha"                               | Milton Nascimento  | Senhor de Montserrat      | 3:08    |  |
| 4.  | "Minha Pequena Princesa"             | Mú                 | Mariana, Marizé e Marinês | 2:53    |  |
| 5.  | "Bougainvilles"                      | Carla Daniel       | Alice                     | 3:04    |  |
| 6.  | "Boêmio"                             | Emílio Santiago    | Nelo                      | 2:00    |  |
| 7.  | "Por Toda a Minha Vida"              | Gisele             | Rosália                   | 3:07    |  |
| 8.  | "Suite From Magdalena (The Emerald)" | Andre Kosteleinetz | Rosália e Adriano         | 1:43    |  |
| 9.  | "Das Dores de Oratórios"             | João Bosco         | Joana                     | 4:55    |  |
| 10. | "Fada Noturna"                       | Cláudia Raia       | Carola                    | 3:08    |  |
| 11. | "Guardião"                           | João Caetano       | Ramos                     | 3:14    |  |
| 12. | "Dias de Lua"                        | Claudio Cartier    | Paula                     | 2:53    |  |
| 13. | "Bons Tempos"                        | Lula Barbosa       | Manel                     | 2:17    |  |
| 14. | "Cumprimentos Ao Novo Século"        | Odette Ernest Dias | Geral                     | 2:04    |  |
| 15. | "Iluminados"                         | Ivan Lins          | Abertura                  | 1:00    |  |